# Присманова, Анна Семёновна
А́нна Семёновна Присма́нова (настоящие имя и фамилия Анна Симоновна Присман; 6 сентября 1892, Либава, Гробинский уезд, Курляндская губерния — 4 ноября 1960, Париж) — русская поэтесса первой волны эмиграции. 

## Биография
Росла старшей из трёх дочерей в семье вольнопрактикующего врача-дерматовенеролога Симона Гиршевича (Григорьевича) Присмана (1865—?), уроженца Либавы, и Райцы (Регины) Кусиелевны Гиршберг (1862—1898), родом из Митавы, где родители и заключили брак 10 сентября 1891 года. У неё были младшие сёстры Вера (1893) и Елизавета (1897). Детство провела в Либаве на берегу Балтийского моря. 5 ноября 1898 года от рака пищевода умерла её мать и в 1901 году отец вторично женился на Софии Лейзеровне Израельсон (1875—?). В 1910 году приняла православие.
В 1918 году приехала в Петроград, где в 1921 году стала членом Союза поэтов Н. Гумилёва. Эмигрировала в 1921 году, сначала в Берлин, потом в Париж.
Была одним из организаторов объединения «формистов», находившегося в оппозиции как кругу Д. Мережковского и З. Гиппиус, так и кругу «парижской ноты» Георгия Адамовича. Ряд критиков видел в стихах Присмановой сюрреалистические тенденции. По словам Ю. Терапиано, главной идеей формистов была изощрённость формы, совершенство её; метафизика подлежала беспощадному уничтожению.
На её творчество оказали влияние В. Ф. Ходасевич, Б. Л. Пастернак, О. Э. Мандельштам, М. И. Цветаева. Среди классиков XIX века она выделяла М. Ю. Лермонтова, а из молодых поэтов зарубежья наиболее близок ей был Б. Ю. Поплавский. В середине 1920-х годов принимала активное участие в организации Союза молодых писателей и поэтов, но затем отошла от литературной жизни русского Парижа (исключением стал кружок «Кочевье»).
В 1920—1930-е годы её стихи публиковались в журналах «Воля России», «Современные записки», «Эпопея», «Встречи», «Русские записки», альманахе «Круг». Первый сборник «Тень и тело» вышел в 1937 году.
Во время немецкой оккупации они с мужем оставались в Париже, в 1946 году на волне советского патриотизма среди русских эмигрантов приняли советское гражданство. Сестра Присмановой, Елизавета, с семьёй вернулась в СССР.

## Семья
Муж (с 1926 года) — поэт Александр Самсонович Гингер.
Сыновья — Базиль Гингер (Basile Ginger, 1925—2010), инженер, исследователь в области еврейской генеалогии; Серж Гингер (1928 — 2011), психотерапевт, теоретик гештальттерапии, основатель (вместе с Анной Гингер) l’Ecole Parisienne de Gestalt.

## Творчество
Переполненное сложными метафорами, отмеченное оригинальной интонацией, творчество Присмановой заслужило репутацию «трудной» поэзии. Наиболее точное определение присмановского стиля дал В. Вейдле: 
«Слова у неё… отяжелевшие, набухшие, совсем не нарядные, не уверенные в своём испытанном волшебстве слова, и любит она их за их узлы и бугры, а не за приятную стёртость их поверхности.»
Впервые собрание сочинений Присмановой опубликовано в 1990 году в Гааге. В России наиболее представительное издание вышло в 1999 году.

## Сочинения
- Тень и тело. — Paris, 1937
- Близнецы. — Paris, 1946
- Соль. — Paris, 1949
- Вера. — Paris, 1960

### Публикации
- Альманах «Мосты» № 12. — Анна Присманова «О городе и огороде». — München, 1966
- Ковчег: Поэзия первой эмиграции. / Сост., авт. предисл. и коммент. В. Крейд. — М.: Политиздат, 1991. — С.288—307. — 511 с.